# Anna Siga Faye
Pour les articles homonymes, voir Faye.
Anna Siga Faye, née le 21 janvier 2000, est une judokate sénégalaise.

## Carrière
Anna Siga Faye est médaillée de bronze dans la catégorie des moins de 63 kg aux championnats d'Afrique juniors 2018 à Bujumbura avant d'être sacrée championne d'Afrique junior dans cette même catégorie en 2019 à Dakar.
Elle remporte la médaille d'argent par équipe mixte aux Championnats d'Afrique de judo 2022 à Oran. Elle dispute les Championnats du monde de judo 2022 à Tachkent ; elle est éliminée dès son entrée en lice par la Néerlandaise Geke van den Berg.
Elle obtient la médaille de bronze par équipe mixte aux Jeux de la Francophonie de 2023 à Kinshasa.